# Krystal (restaurante)
Krystal es una cadena de restaurantes de comida rápida con sede en Atlanta, Georgia. Es conocida por sus hamburguesas pequeñas con forma cuadrada. Krystal movió su sede corporativa desde Chattanooga, Tennessee, donde estuvo desde 1932, a Atlanta a principios de 2013.

## Historia
Fundada el 24 de octubre de 1932, en Chattanooga, en los primeros años de la Gran Depresión, por el empresario Rody Jr. Davenport y su socio Glenn J. Sherrill.  Krystal es la segunda más antigua cadena de hamburguesas en los Estados Unidos y la más antigua en el sur del país. 
Davenport y Sherrill crearon la primera Krystal en la esquina de las calles Séptima y Cherry en Chattanooga. Si bien el edificio sigue en pie, ya no funciona allí una sucursal. Siendo que la Krystal más antigua aún en funcionamiento se encuentra en el Boulevard Cherokee de Chattanooga, en el distrito de Northshore.

## Negocios
Los restaurantes Krystal, tanto propiedad de la compañía como franquiciados, operan en Alabama, Florida, Georgia, Kentucky, Luisiana, Mississippi, Carolina del Norte, Carolina del Sur, Tennessee y Texas. También existe un único Krystal en Bristol, Virginia (que se encuentra en la frontera entre Tennessee y Virginia), una en Salem, Virginia, y uno en Arkansas, en West Memphis (en la orilla sur del Río Mississippi desde Memphis). 
Krystal aún mantiene la sede de la empresa en Chattanooga, y ha sido propiedad de Port Royal Holdings, Inc. desde 1997. A fines de los años 1990, Krystal salió de un concurso de acreedores y una venta de activos que puso la mayoría de la propiedad fuera del control de las familias fundadoras. Krystal pasó del período de cambio estructural y la incertidumbre en los fines de los años 1990 a una renacida cadena de restaurantes con altos niveles de satisfacción del cliente y con un menú en evolución. 
Krystal de la línea de productos se centra en una pequeña plaza llamada de hamburguesas, simplemente suficiente, una "Krystal". Los pequeños perros calientes, de nombre "cachorros" ahora también se ancla el menú. El restaurante ha ampliado su menú para incluir el "BA Burger", una hamburguesa de tamaño completo compuesto al 100% de la carne angus negro. Krystal es conocido por un variado menú de desayuno, y ahora ofrece un limitado pero popular selección de los temas de pollo y ensalada. Krystal sigue centrándose en su menú de productos básicos, pero sigue rediseñar y actualizar sus tiendas a recurrir a un móvil y de múltiples funciones audiencia. 
Durante el decenio de 1950 y comienzos de 1960, la cadena sirve gran parte de su alimento-para no ir en contenedores, pero sobre barata china etiquetados "Krystal". Los camareros y camareras vestían uniformes blancos, y los alimentos se ofrecen en una contra. Cake donas se sirvió un desayuno y postre tema. 
Desde aproximadamente 1970 hasta 1986, pollo frito, col, ensalada de papa, y se ofrecieron rollos. Estos artículos se venden generalmente de un pequeño además de la parte de atrás de los restaurantes de hamburguesas. El pollo se introdujo en la misma época que las cantantes Minnie Pearl y Mahalia Jackson entraron en el negocio del pollo frito. 
Krystal es uno del creciente número de cadenas de restaurantes de comida rápida que ofrecen acceso gratuito a internet inalámbrico a los clientes con tecnología Wi-Fi compatible con los dispositivos. Conocido como "El Krystal HotSpot", el servicio está disponible en casi universalmente Krystal lugares que ofrece el interior de los asientos. La cadena también está probando un prototipo de un automóvil en que las características individuales monitores de televisión para ordenar y ver la televisión (audio se accede a través del estéreo del automóvil), en interiores y exteriores y zonas para sentarse con múltiples pantalla grande de monitores de televisión digital libre y jukeboxes 
Krystals siguen siendo enormemente populares en el Sur, especialmente en Oriente Tennessee su "patio trasero". Los aficionados se sabe que conducir grandes distancias para "obtener un Krystal" o pino para ellos cuando están fuera de su alcance. Largo tiempo los fanáticos pueden mostrar nuevos patrocinadores cómo combinar las cajas que vienen en Krystals Krystal para hacer casas. Krystal es un perenne favorito de los estudiantes universitarios, debido a la mayoría (pero no todas) Krystal restaurantes están abiertos 24/7, lo que los hace un destino popular durante la tarde-noche o sesiones de estudio, mientras regresaban a casa de una de las partes. 
Hamburguesas congeladas Krystal también están disponibles en los supermercados. 
En julio de 2006, Krystal ha confirmado que están en expansión de la cadena en el sur y otros estados del medio-oeste, como Virginia Occidental y Misuri, respectivamente. La compañía también dijo que se están ampliando más en Virginia y Kentucky.

## Cultura popular
La cantante Crystal Gayle adoptó su nombre artístico por la cadena de hamburgueserías, aunque los nombres se escriban diferente. Gayle indica en su web oficial que el nombre le fue sugerido por su hermana mayor, Loretta Lynn. 
El principal personaje de Jimmy Buffett's "Gran Carga Hold Up" se refugiaron en una Krystal antes de ser arrestado y condenado a prisión. 
Uno de los restaurantes fue destacado en una escena eliminada en Borat: Aprendizajes Culturales de América para beneficio Haga Gloriosa Nación de la República de Kazajistán (2006). Borat intenta su mejor ser un empleado de conciencia, pero como siempre, consigue ofender a los clientes y empleados por igual.